# Jagdstaffel 50

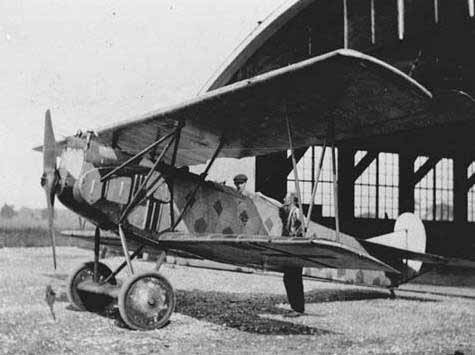
Fokker D.VII

Jagdstaffel 50 – Königlich Preußische Jagdstaffel Nr. 50 – Jasta 50 – jednostka lotnictwa niemieckiego Luftstreitkräfte z okresu I wojny światowej.

## Informacje ogólne
Jednostka została utworzona we Fliegerersatz Abteilung Nr. 13 w Brombergu 23 grudnia 1917 roku. Bardzo szybko, bo już 11 stycznia została skierowana na front pod dowództwo 7 Armii. Pierwszym dowódcą jednostki został podporucznik Heinrich Arntzen z Jagdstaffel 15, który dołączył do jednostki 13 stycznia. On też odniósł pierwsze zwycięstwo dla eskadry. 25 stycznia zestrzelił balon obserwacyjny (było to jego siódme zwycięstwo).
Po odniesieniu ran przez Heinricha Arntzena 27 maja dowództwo nad jednostką przekazano podporucznikowi Hansowi von Freden z Jagdstaffel 1. Pod koniec sierpnia jednostka została przezbrojona w samoloty Fokker D.VII i we wrześniu przeniesiona do Leffincourt pod dowództwo 3 Armii.
Ostatnim przyporządkowaniem jednostki było dowództwo 18 Armii i lotnisko w St Gerard.
Jasta 48 w całym okresie wojny odniosła ponad 45 zwycięstw nad nieprzyjacielem, w których było 14 balonów obserwacyjnych. W okresie od stycznia 1918 do listopada 1918 roku jej straty wynosiły 5 zabitych w walce, 1 ranny w wypadkach lotniczych oraz trzech w niewoli. Jednostka została rozwiązana dopiero 17 stycznia 1919 roku.
W Eskadrze służyło 5 asów myśliwskich:
Hans von Freden (15), Heinrich Arntzen (5), Wilhelm Kohlbach (2), Rudolf Windisch.

## Dowódcy Eskadry
| Stopień   | Nazwisko         | Okres                   |
| --------- | ---------------- | ----------------------- |
| Porucznik | Heinrich Arntzen | 13.01.1918 – 27.05.1918 |
| Porucznik | Hans von Freden  | 11.06.1918 – 11.11.1918 |